# Gregorius de Verlichter

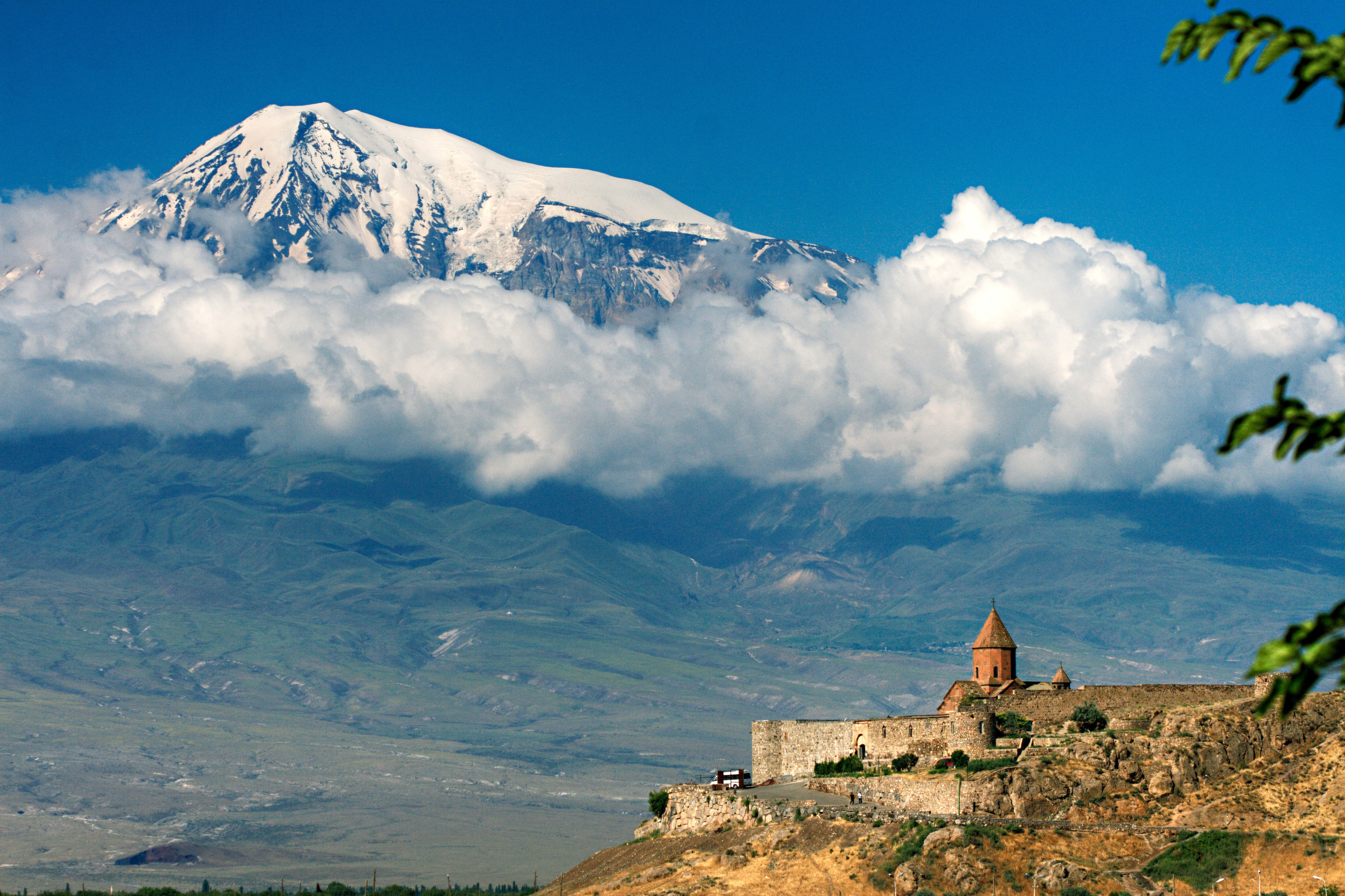
Het klooster van Khor Virab, op de plek waar Gregorius 13 jaar in een put gevangen werd gehouden

Gregorius de Verlichter (Armeens: Գրիգոր Լուսաւորիչ , Grigor Loesavoritsj; Grieks: Γρηγόριος Φωστήρ, Gregorios Foster) (ca. 257 – ca. 331) was een Armeense heilige, de stichter en de patroonheilige  van de Armeens-Apostolische Kerk, geboren omstreeks 257. Gregorius was in belangrijke mate verantwoordelijk voor de kerstening van Armenië. Zijn feestdag is op 9 juni.

## Legende over zijn jeugd
Sint-Gregorius, wiens geboortenaam Suren was, was de zoon van Prins Anag. Deze had rond 240 na Chr. de opdracht gekregen om koning Khosro II van Armenië te vermoorden. Met hulp van zijn broer slaagde hij daarin. De broers werden daarop door het Armeense leger gedood, tezamen met hun families. Slechts twee kinderen overleefden de slachtpartij: Gregorius en zijn broer. Hun christelijke verzorgster Sophia nam de jongens mee naar Caesaria (nu Kayseri) in Cappadocië. Daar werd Gregorius gedoopt en als christen opgevoed. Er wordt gezegd dat Sint-Firmilian, de geleerde bisschop van Caesarea, speciale aandacht had besteed aan het onderwijs van Gregorius. 
Toen Gregorius oud genoeg werd, trouwde hij met een christelijk meisje genaamd Mariam, dochter van David, uit een belangrijke adellijke familie van Armenia Minor. De broer van Mariam was Sint-Athenogenes, prelaat van Bedochton, die later martelaar werd en bekend is geworden door de werken van vroege christenen. Drie jaar na de geboorte van Aristakes scheidde het paar vrijwillig.

## Legende over de bekering van koning Tiridates
Na de scheiding van Mariam trekt hij naar Groter Armenië en begon aan zijn prediking. Er waren in zijn tijd al christelijke gemeentes dankzij de apostelen Thaddeus en Bartholomeus maar het geloof was ondergronds. Koning Tiridates IV, de zoon van de vermoorde koning Khosro, was een trouw bondgenoot van de Romeinse keizer en in het Romeinse Rijk werd het christendom vervolgd.
Zonder dat de koning wist dat hij de zoon van de moordenaar van koning Khosro was, werkte Gregorius als secretaris voor Tiridates. Toen Gregorius weigerde mee te doen aan de verering van de godin Anahit, werd hij gevangengenomen. Hij werd door Tiridates ondervraagd en Gregorius bekende dat hij christen was. Daarop werd Gregorius gemarteld, maar hij volhardde in zijn geloof. Tiridates gaf uiteindelijk het bevel om hem in Khor Virab (Armeens voor "diepe put") te gooien. Op deze put is later een kerk en klooster gebouwd en is een pelgrimsoord ontstaan. Het ligt nu aan de grens met Turkije in Armenië.
Dertien jaar werd Gregorius in die put gevangen gehouden. Gregorius overleefde deze marteling dankzij een vrouw die hem brood en water gaf. Als straf voor zijn wreed en losbandig gedrag werd Tiridates krankzinnig en hij leefde met de wilde zwijnen. Een prinses kwam op het idee om Gregorius te vragen om Tiridates te genezen. Door de prediking van Gregorius kwam Tiridates weer tot zijn verstand en hij liet zich dopen en verklaarde het christendom tot staatsgodsdienst.
In werkelijkheid werd Tiridates IV pas in 298 koning en werd hij vier jaar later, in 301, bekeerd en gedoopt. Zijn oom Tiridates III, vaak vereenzelvigd met Tiridates IV, was vanaf 287 koning.

## Historische gegevens
- 301: Gregorius de Verlichter doopt Tiridates, deze verklaart het christendom tot staatsgodsdienst. Gregorius laat de kathedraal van Etsjmiadzin bouwen.
- 315: Gregorius wordt patriarch en organiseert de Armeense Kerk. Hij stimuleert tot de zending onder de buurvolken in Iberia en Albania (landstreken van de toenmalige Kaukasus).
- 318:  Gregorius treedt af en draagt de leiding van de kerk over aan zijn zoon Aristakes. Hij trekt zich terug in een klooster.
- Gregorius werd begraven in Tordan (Doğanköy) bij Trabzon.

Zijn beide zonen Aristakes en Vrtanes werden respectievelijk tweede en derde patriarch van de Armeens-Apostolische Kerk.

## Verering
Gregorius de Verlichter wordt door veel kerken als heilige vereerd. Bij zijn verering raakte men ervan overtuigd dat Gregorius de genade der apostelen had gekregen, omdat hij niet ver van het graf van de apostel Thaddeus, de eerste verlichter van Armenië, verwekt was.
Zijn hoofd bevindt zich in Italië, zijn rechterhand is nog in Echmiadzin en zijn linkerhand is in Libanon. De San Gregoro Armeno in Napels is gebouwd door een groep nonnen die met relieken van Gregorius het Byzantijnse Rijk waren ontvlucht ten tijde van de iconoclastenstrijd.
Zijn feestdag is in de Armeens-Apostolische Kerk op 9 juni en in de oosters-orthodoxe kerken en Rooms-Katholieke Kerk op 30 september.
- Bibliothèque nationale de France: cb159918806 (data)
- Gemeinsame Normdatei: 118936557
- International Standard Name Identifier: 0000 0001 1798 1835
- Library of Congress Control Number: n50081659
- Nationale Bibliotheek van Israël: 987007279067305171
- Istituto Centrale per il Catalogo Unico: CUBV079030
- LIBRIS: 254805
- Système universitaire de documentation: 133823962
- Virtual International Authority File: 100182856